# Literatura hispanoamericana
La literatura hispanoamericana comprende toda aquella literatura oral o escrita en español o castellano del continente americano. Abarca todas las obras literarias de: Argentina, Bolivia, Brasil, Chile, Colombia, Costa Rica, Cuba, Ecuador, El Salvador, Guatemala, Honduras, México, Nicaragua, Panamá, Paraguay, Perú, Puerto Rico, República Dominicana, Uruguay, y Venezuela. Esta literatura, o literaturas, con frecuencia caracteriza la vida y costumbres de los pueblos hispanoamericanos, dando importancia a los aspectos culturales y a cuestiones políticas y sociales de la región donde se desarrolla.

## Período prehispánico y la conquista

### Período precolombino
Antes de que los españoles llegaran a conquistar América, los indígenas no manejaban alfabetos fonéticos, sino que habían desarrollado un sistema de comunicación visual a través de glifos. La forma que ellos tenían para preservar su cultura era de manera oral, y una vez que llegaron los conquistadores al nuevo continente, los españoles fueron capaces de registrar de forma escrita lo que ellos observaron.
La literatura de los indígenas estaba vinculada a temas míticos relacionados con el amor, el origen del mundo y cuestiones divinas. Un ejemplo de esto es el Popol Vuh.

### Conquista
La etapa de la conquista, en el siglo XVI, fue caracterizada por ser una lucha constante entre las distintas culturas prehispánicas y la ibérica. La educación era restringida y altamente influenciada por la Iglesia católica, por lo que la literatura se vio limitada. De hecho, mediante dos órdenes reales 1531 y 1543, la Corona española prohibió la exportación de obras de ficción —en particular, los exitosos libros de caballería— hacia sus territorios americanos, permitiendo únicamente la circulación de obras religiosas. Sin embargo, estas medidas no lograron impedir la difusión de libros de ficción en las provincias americanas:

La legislación que prohibía los «libros profanos», que fue incorporada a los códigos y no se derogó, no pudo contener la avalancha de literatura popular que recorrió las colonias durante todo el periodo de la dominación española.
Irving A. Leonard, Books of the Brave (Los libros del conquistador), 1949.

En aquella época, la literatura que prevaleció fue toda aquella relacionada con la conquista del «Nuevo Mundo», en la que los conquistadores narraban sus vivencias en América. Por ejemplo, a partir de 1522 se publicaron las Cartas de relación que Hernán Cortés dirigió al rey de España y en las que describió de forma detallada lo que estaba sucediendo con la entrada de los españoles a la Nueva España, así como los ritos y ceremonias prehispánicos. Asimismo, Bernal Díaz del Castillo concluyó en 1568 la redacción de su Historia verdadera de la conquista de la Nueva España, publicada póstumamente en 1632.

## SigloXVI

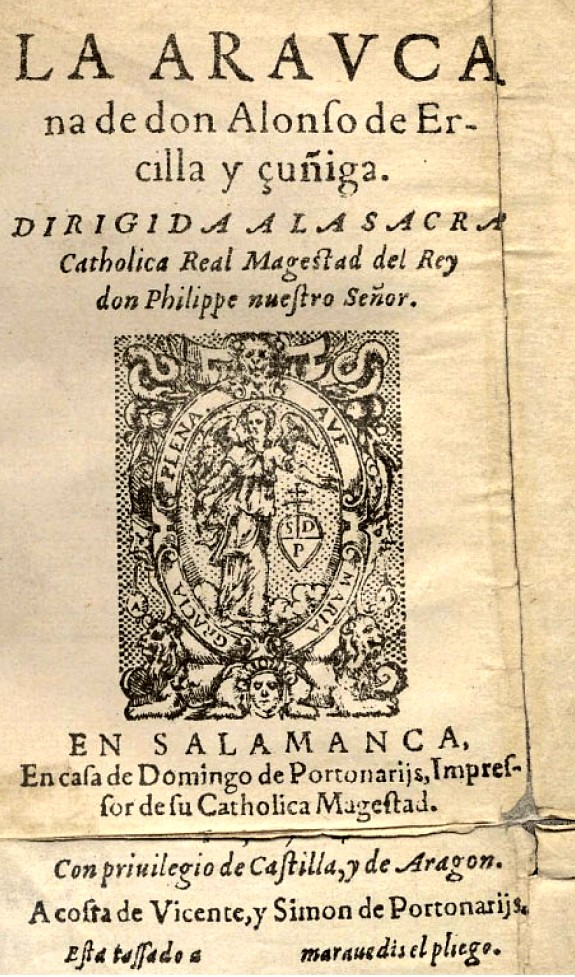
Portada del poema épico La Araucana de Alonso de Ercilla.

En este siglo destaca la poesía épica relacionada con la conquista. Entre sus principales exponentes están Juan de Castellanos, Alonso de Ercilla y Zúñiga, y Pedro de la Cadena quienes fueron figuras literarias del siglo XVI cuyas obras ofrecieron perspectivas significativas sobre la exploración, conquista y colonización del territorio americano. Juan de Castellanos, a través de sus extensas Elegías de varones ilustres de Indias, proporcionó un relato detallado en verso de los acontecimientos y personajes clave de la conquista, abarcando diversas regiones y ofreciendo una visión panorámica de este período desde la perspectiva española. Su trabajo, aunque extenso y en verso, constituye una fuente histórica y literaria relevante para comprender las dinámicas y los protagonistas de la expansión colonial.
Alonso de Ercilla y Zúñiga es principalmente reconocido por su poema épico La Araucana, una obra que narra la resistencia del pueblo mapuche contra la invasión española en el actual Chile. A través de una estructura épica y un lenguaje poético elevado, Ercilla no solo relató los hechos bélicos, sino que también idealizó a figuras indígenas como Lautaro y Caupolicán, presentando una visión compleja del conflicto y otorgando reconocimiento a la valentía de los oponentes. Su obra tuvo una profunda influencia en la literatura posterior y en la construcción de la identidad chilena, al abordar un tema central de la historia colonial desde una perspectiva literaria.
Pedro de la Cadena, fue un escritor  considerado pionero de la poesía venezolana, ecuatoriana y su obra es pionera en la literatura hispanoamericana. Su vida transcurrió principalmente en la Real Audiencia de Quito, donde su padre fue funcionario en Cuenca. Pedro se casó en Loja en 1583 y desempeñó diversos cargos importantes como Capitán General y Teniente de Corregidor, participando también en defensas militares y combates. Entre 1563 y 1564, escribió "Los actos y hazañas", relatando las hazañas de Hernández de Serpa desde 1528 en la Isla de Cubagua, Venezuela, hasta 1553.
A estas obras se suman los poemas épicos de Nueva España, relacionados con la conquista de México. Entre los principales encontramos El Cortés valeroso de Gabriel Lobo Lasso de la Vega ensalza la figura de Hernán Cortés y narra los primeros eventos de la conquista de México, mientras que La Mexicana, del mismo autor, retoma la misma temática con mayor extensión y detalle, mostrando influencias de la épica portuguesa.
Por otro lado, El peregrino indiano de Antonio de Saavedra y Guzmán, escrito por un criollo, también relata la conquista de México, presentando a Cortés como un líder para la emergente sociedad criolla e idealizando en parte a los indígenas. En contraste, Historia de la Nueva México de Gaspar Pérez de Villagrá narra la conquista y exploración del Nuevo México por Juan de Oñate, mostrando paralelismos con la épica de Ercilla y reflejando la personalidad del autor.
Adicionalmente, El Bernardo o Victoria de Roncesvalles de Bernardo de Balbuena se desvía de la temática americana para centrarse en el héroe español Bernardo del Carpio y la batalla de Roncesvalles. Esta obra se inspira en la épica italiana y en la hostilidad hispano-francesa de la época, presentando a Bernardo como un símbolo de resistencia española ante ambiciones extranjeras.

## SigloXVII

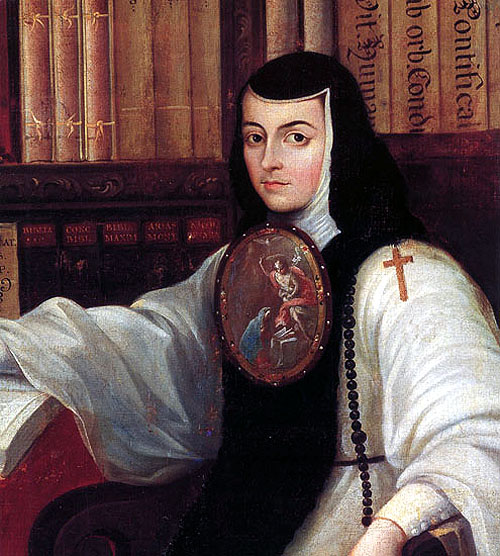
Sor Juana

El movimiento barroco surge a partir de la colonización, y con el paso de la conquista empieza a emplearse en muchas colonias del Nuevo Mundo. Hacía uso de recursos estilísticos y complicados juegos de palabras. En Hispanoamérica, este movimiento se concentró en la literatura, lo que dio pie a una renovación de técnicas y estilos. Algunos de sus principales exponentes fueron Sor Juana Inés de la Cruz, Juan Espinoza Medrano, Juan del Valle y Caviedes, Juan Rodríguez Freyle, y Juan Ruiz de Alarcón.
Su importancia radica en que, a través de sus diversas obras teatrales, crónicas, poesía y prosa, reflejaron la complejidad social, cultural y religiosa de la época. Alarcón exploró dilemas morales y la condición humana en sus comedias; Rodríguez Freyle ofreció una visión criolla de la conquista y la vida colonial en su crónica; Espinosa Medrano destacó por su erudición y su obra filosófica y teatral; Valle y Caviedes satirizó las costumbres y la sociedad limeña; y Sor Juana Inés de la Cruz desafió las normas de género con su poesía intelectual y su defensa del derecho a la educación femenina.

## SigloXVIII
Entre los principales escritores de este siglo encontramos a Pedro Peralta, Francisco del Castillo Andraca, Juan Bautista Aguirre, Diego José Abad, Rafael Landívar fueron figuras prominentes de la literatura hispanoamericana del siglo XVIII, un periodo de transición marcado por la influencia de la Ilustración durante las reformas borbónicas. Peralta y Barnuevo destacó por su erudición y su vasta producción en diversos géneros, incluyendo teatro y poesía, reflejando el espíritu enciclopédico de la época. Castillo Andraca cultivó la poesía con un tono neoclásico, mientras que Aguirre se distinguió por su lírica de corte más sensible y personal. Diego José Abad, jesuita, aportó con su poesía latina y su labor intelectual. Rafael Landívar inmortalizó la belleza natural de Guatemala en su poema "Rusticatio Mexicana".Adicionalmente se desarrolló una literatura del destierro después de la expulsión de los jesuitas, como por ejemplo los jesuitas quiteños del extrañamiento.

## SigloXIX

### El neoclasicismo
En esta corriente literaria destacaron Rafael García Goyena, Andrés Bello y José Joaquín de Olmedo. La literatura de Rafael García Goyena se distinguió por su agudo ingenio y crítica social, especialmente a través de sus fábulas neoclásicas que ridiculizaban las costumbres y el sistema colonial de su época en Guatemala. Andrés Bello, por su parte, fue una figura trascendental del neoclasicismo hispanoamericano, cuyo legado abarca desde la poesía didáctica y descriptiva, como en "La agricultura de la Zona Tórrida", hasta sus fundamentales contribuciones a la gramática y el derecho, buscando establecer una identidad cultural y lingüística propia para las nuevas naciones. José Joaquín de Olmedo, también enmarcado en el neoclasicismo, destacó por sus poemas épicos y patrióticos, como su famoso "Canto a Bolívar", exaltando los ideales de la independencia y la grandeza de los héroes libertadores con un lenguaje elevado y emotivo.  En México por su parte destacaron José Joaquín Fernández de Lizardi y Fray Servando Teresa de Mier, el primero a través de su narrativa y el segundo con su poesía.

### El romanticismo
El movimiento del Romanticismo surge en Europa, alcanzando su mayor esplendor en Francia a mitad del siglo XIX. Se caracteriza por el predominio del sentimiento, la imaginación y la fantasía sobre la razón, oponiéndose a la rigidez del Neoclasicismo. Proclama la libertad de creación y el apego por lo popular. En el ámbito hispanoamericano, el Romanticismo tiene su punto de partida en Argentina, con Esteban Echeverría y su obra Elvira o la novia del Plata, al igual que con José María Heredia.
La literatura en el siglo XIX se convirtió en una de las principales armas para construir y difundir las identidades hispanoamericanas. Con la llegada de las independencias se dio la necesidad de transmitir nuevos roles.
A estos autores se suman, Gertrudis Gómez de Avellaneda, Juan Montalvo, Domingo Faustino Sarmiento, Jorge Isaacs, Juan León Mera, Numa Pompilio Llona, Julio Zaldumbide, Epifanio Mejía, Dolores Veintimilla, Soledad Acosta de Samper, Rafael Pombo Rebolledo, Ignacio Manuel Altamirano, Guillermo Prieto, Vicente Riva Palacio, Federico Gamboa, Manuel Payno, José Victorino Lastarria, Juan Vicente Camacho, José Joaquín Vallejo, Julio Calcaño.

### El modernismo

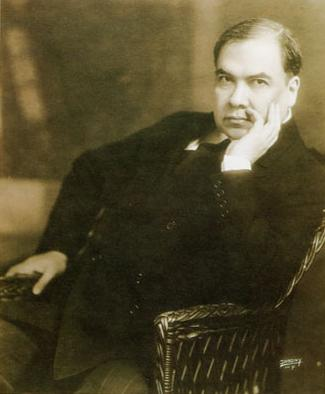
Rubén Dario

El modernismo hispanoamericano, fue un movimiento literario poético y narrativo entre 1880 y 1917, se caracterizó por una rebeldía creativa, refinamiento estético, culturalismo y una profunda renovación del lenguaje y la métrica, fusionando elementos del romanticismo, simbolismo y parnasianismo. Liderado por el nicaragüense Rubén Darío, cuyo libro "Azul..." (1888) marcó su inicio, el modernismo buscó una expansión de la expresión hispánica y una independencia estética de las formas académicas españolas, incorporando influencias de otras artes. Inicialmente un término despectivo, "modernista" fue asumido con orgullo por Darío y otros exponentes como Leopoldo Lugones y José Martí, influyendo notablemente en la literatura en español, incluyendo a la Generación del 98 en España, aunque con diversas reacciones a su esteticismo. Otros autores importantes fueron en la poesía José Santos Chocano, José Asunción Silva, Julio Herrera y Reissig, Julián del Casal, Manuel González Prada, Aurora Cáceres, Delmira Agustini, Manuel Díaz Rodríguez; mientras que en la narrativa Gonzalo Zaldumbide, Julián del Casal, Manuel Díaz Rodríguez. Se caracterizó por una profunda desazón que se manifestaba en hastío, tristeza, melancolía y angustia, conduciendo a la búsqueda de la soledad y el rechazo de la sociedad. El escapismo fue un recurso frecuente para evadir la realidad temporal y espacial, mientras que el amor y el erotismo se exploraron con una idealización de la mujer y la presencia del amor imposible, contrastando delicadeza con intensidad. El cosmopolitismo y la devoción por París reflejaban un anhelo de distinción, al tiempo que los temas americanos, especialmente los indígenas, y lo hispano como legado valioso, también encontraron espacio en su exploración estética.

## SigloXX

### El surgimiento de las corrientes literarias

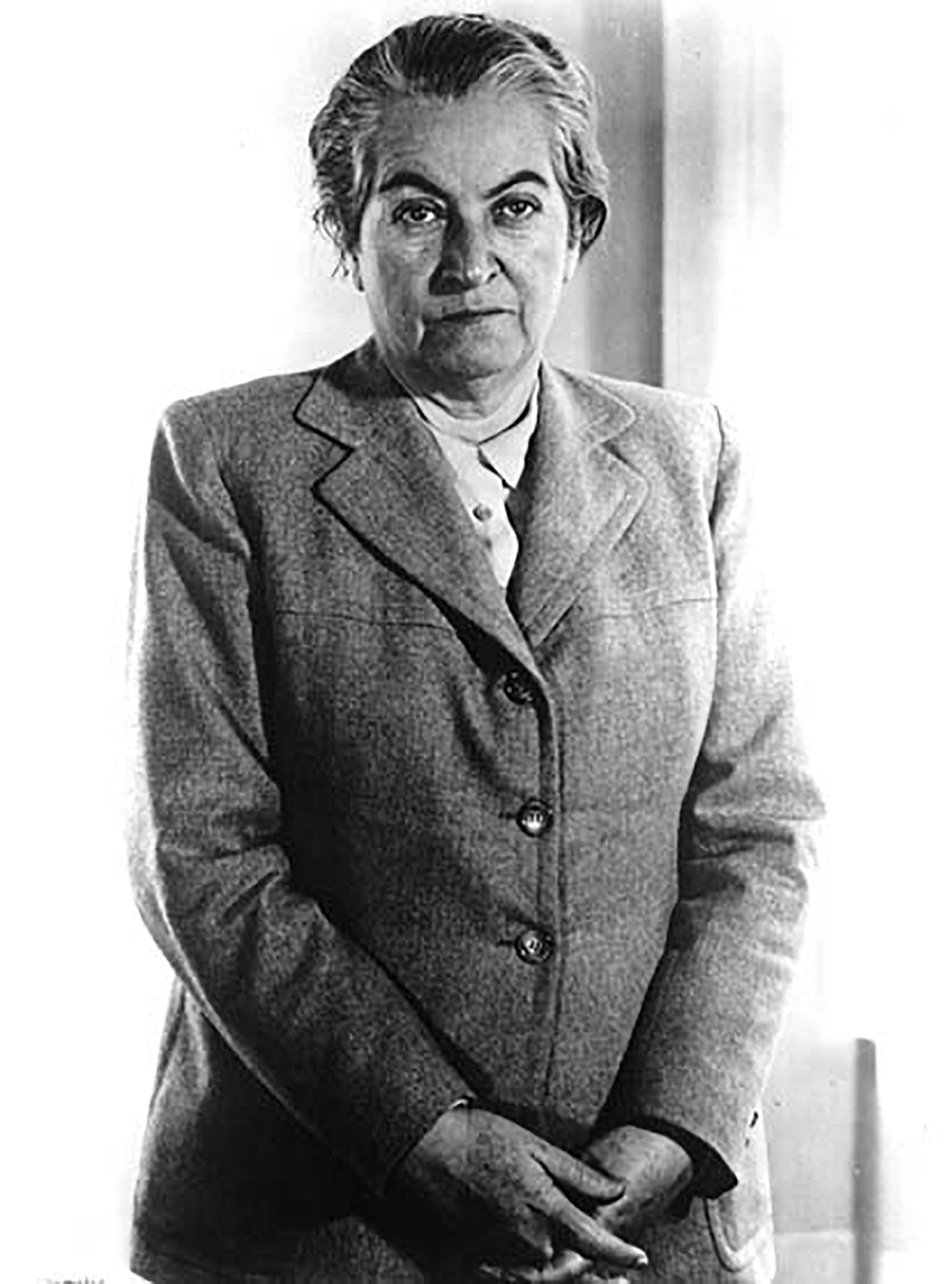
Gabriela Mistral

En el siglo XX algunos escritores comenzaron a forjar la nueva literatura alejada del modernismo y marcada por la búsqueda de nuevas formas de expresión y la exploración de la identidad regional en un contexto de profundos cambios sociales y políticos. En Chile destacarían Gabriela Mistral, Pablo Neruda y Vicente Huidobro. En Argentina, Jorge Luis Borges revolucionó la narrativa con sus laberínticos cuentos metafísicos y su exploración del tiempo y la realidad, mientras que Ernesto Sábato se adentró en la angustia existencial y los conflictos internos del individuo en novelas de profunda carga filosófica. También destacaría la obra de Roberto Arlt, como parte del grupo de Boedo. En escritoras mujeres destacarían Victoria Ocampo, Silvina Ocampo y Alfonsina Storni. En Colombia, José Eustacio Rivera denunció la explotación y la brutalidad de la selva en su poderosa novela La vorágine. Cuba aportó con la prosa barroca y la exploración de la historia y la identidad caribeña de Alejo Carpentier. Ecuador vio surgir la poesía vanguardista de Jorge Carrera Andrade y la narrativa experimental de Pablo Palacio y el realismo del Grupo de Guayaquil e Icaza. Guatemala fue testigo del surgimiento de la exploración del mito y la realidad indígena en la obra de Miguel Ángel Asturias. México alumbró la narrativa concisa y trascendente de Juan Rulfo, centrada en la desolación y el misticismo rural, la prosa lúdica e intelectual de Juan José Arreola, la obra humanística de Alfonso Reyes y la literatura de la revolución mexicana. Uruguay ofreció la introspección y la atmósfera opresiva en la obra de Juan Carlos Onetti y los cuentos de naturaleza salvaje y destino trágico de Horacio Quiroga. Venezuela contribuyó con la novela de la tierra y la exploración de la identidad nacional en las obras de Rómulo Gallegos y Arturo Uslar Pietri.

#### Vanguardias
El vanguardismo iberoamericano, también conocido como posmodernismo iberoamericano, fue un movimiento literario que surgió entre finales del siglo XIX y la primera mitad del siglo XX como respuesta a los importantes cambios sociales y políticos de la época, incluyendo las dos guerras mundiales y la guerra civil española. Aunque se considera una reacción al modernismo, algunos autores vinculan su estética innovadora con obras de modernistas como José Asunción Silva y Rubén Darío. A este período artístico pertenecen diversas corrientes poéticas, el creacionismo del chileno Vicente Huidobro, el estridentismo del mexicano Manuel Maples Arce, el ultraísmo del argentino Jorge Luis Borges, el nadaísmo del colombiano Gonzalo Arango, la narrativa de Juan Carlos Onetti, los microgramas de Carrera Andrade así como la narrativa surrealista de Arturo Uslar Pietri, o el teatro de Miguel Ángel Asturias.

#### Realismo
El realismo tuvo un importante desarrollo en los países de la antigua Gran Colombia e incluye a autores como José Eustasio Rivera con su obra La Vorágine (1924), Rómulo Gallegos con Doña Bárbara (1929), Demetrio Aguilera Malta con su novela Don Goyo (1933), Alfredo Pareja Diezcanseco con su novela El muelle (1933), José de la Cuadra con su novela corta Los Sangurimas (1934), Enrique Gil Gilbert con sus colección de cuentos Yunga (1933), que incluye El negro Santander y Joaquín Gallegos Lara con Las cruces sobre el agua (1946).
A esto se suman los escritores de la literatura de la revolución mexicana como son Mariano Azuela quien escribió Los de abajo (1915) Martín Luis Guzmán con La sombra del caudillo (1929), Nellie Campobello - Obra: Cartucho (1931), Apuntes sobre la vida militar de Francisco Villa (1940), José Rubén Romero con su obra Desbandada, El pueblo inocente, Mi caballo, mi perro, y mi rifle (1936) y Gregorio López y Fuentes con sus libros El indio (1935) y Arrieros (1937).
Por su parte, el indigenismo o indianismo se enfocó específicamente en la representación y reivindicación de los pueblos originarios, sus culturas, sus derechos y su marginación histórica. Autores como Alcides Arguedas, Jorge Icaza, Ciro Alegría, Luis E. Valcárcel, Manuel Scorza, Rosario Castellanos y Mariano Azuela, entre otros, utilizaron sus obras para denunciar la explotación, la discriminación y el despojo que sufrían las comunidades indígenas, al mismo tiempo que retrataban las injusticias sociales más generales de la época.

### Boomlatinoamericano
Se conoce como boom latinoamericano la explosión súbita de la actividad literaria que ocurrió entre los escritores hispanoamericanos en los sesenta.
Surge entre 1960-1970 con novelas como Rayuela, de Julio Cortázar, La ciudad y los perros, de Mario Vargas Llosa, Cien años de soledad, de Gabriel García Márquez, y La muerte de Artemio Cruz, de Carlos Fuentes. Aunque la periodización es difícil de precisar, algunos autores coinciden en que la concesión del premio Biblioteca Breve de 1962 a La ciudad y los perros significó la consolidación del fenómeno. Sin embargo, otros descalifican esta noción por el cruce que significa en la renovación del género de ficción en el modernismo latinoamericano. El crítico literario Donald Shaw concluye que los años sesenta fueron indiscutiblemente la década central de la aparición del boom; sin embargo, insinuar que el fenómeno inicia en esa época resulta no solo innecesariamente restrictivo, sino que excluye obras literarias que encajan indudablemente (por definición) con las características narrativas e ignora el punto de cambio de ficción Española-americana moderna.
Los géneros literarios predominantes en la novela son: Narración extensa en prosa que desarrolla de forma más completa la descripción de los personajes y los espacios geográficos de la narración. Obras destacadas: Cien años de soledad (Gabriel García Márquez), La ciudad y los perros (Mario Vargas Llosa), Pedro Páramo (Juan Rulfo). Por otro lado, en el cuento: Narración breve que desarrolla de forma sintetizada una historia de ficción. Obras destacadas: Chac Mool (Carlos Fuentes), Un día de estos (Gabriel García Márquez), La autopista del sur (Julio Cortázar), El Aleph (Jorge Luis Borges), Trece relatos (César Dávila Andrade).

#### Elboomy el realismo mágico
El boom latinoamericano fue uno de los fenómenos que impulsaron la novela del realismo mágico. Este término fue utilizado por primera vez en 1925 por el crítico de arte Alemán Franz Roh (1890 – 1965). El realismo mágico latinoamericano se puede definir como la preocupación estilística y el interés en mostrar lo común y cotidiano como algo irreal o extraño, expresando emociones, no tratando de provocarlas.

En 1948, fue introducido a la literatura por el escritor venezolano Arturo Uslar Pietri, quien leyó el ensayo de Franz Roh en los años 20, y lo utiliza para referirse a la cuentística venezolana de principios del siglo XX. Señala Uslar:
Lo que vino a predominar en el cuento y a marcar su huella de una manera perdurable fue la consideración del hombre como misterio en medio de datos realistas. Una adivinación poética o una negación poética de la realidad. Lo que a falta de otra palabra podrá llamarse un realismo mágico.
El realismo mágico hispanoamericano no solo contaminó otras literaturas, sino que creó la sensación de que la literatura latinoamericana era una sola, siempre idéntica y siempre reconocible.

### Literatura en las orillas delboom
Debido a que el boom latinoamericano incluyó principalmente a novelistas y hombres, existieron muchos escritores importantes que se dedicaron a la poesía, eran mujeres, o simplemente no formaron parte de la promoción editorial del boom como son Octavio Paz, César Dávila Andrade, Alejandra Pizarnik, Elena Garro, Jorge Enrique Adoum, Juan José Arreola, Elena Poniatowska, Lupe Rumazo, Augusto Roa Bastos, María Luisa Bombal, Miguel Donoso Pareja, Claribel Alegría. Estos escritores en su mayoría pertenecen a una generación posterior a la del inicio de siglo como Borges y Neruda, y fueron contemporáneos al boom, sin embargo quedaron al margen de la promoción editorial masiva. Sin embargo, son de vital importancia para comprender la riqueza y diversidad de la literatura latinoamericana del siglo XX. Figuras como los poetas Octavio Paz y César Dávila Andrade, las narradoras Elena Garro y María Luisa Bombal, y autores con enfoques regionales y sociales específicos como Augusto Roa Bastos, entre otros, hicieron importantes aportes a la literatura hispanoamericana. El más destacado de este grupo sería Octavio Paz quien ganaría el Premio Nobel de Literatura en 1990.

### Post-boom
La literatura posterior al boom se caracteriza a veces por una tendencia hacia la ironía y el humor. El post-boom, o la época posmodernista de la literatura hispanoamericana, logró su transición a raíz de autores como Roberto Bolaño, Manuel Puig, Severo Sarduy, Eliécer Cárdenas, David Viñas y Mario Benedetti. La narrativa del post-boom se identifica a nivel de contenido, con la inclusión de la cultura popular, es un regreso a la escritura de crítica o protesta social.

#### Características del post-boom
La literatura durante esta época se caracterizó por abordar la sexualidad de manera explícita y celebrar la espontaneidad y una exuberante vitalidad como afirmación ante las limitaciones de la vida. Se enfoca en la cotidianidad y se muestra sensible a lo banal, adoptando una postura anti pretenciosa. Un rasgo distintivo es la prominente participación de escritoras como Isabel Allende, contrastando con la predominancia masculina del boom latinoamericano. Rechaza la retórica elaborada y abraza un compromiso social a través de la protesta y la crítica, buscando un impacto directo en un público más amplio. Además, explora el mundo adolescente y juvenil, incorpora la expresividad poética de forma natural, parodia los géneros literarios y los códigos lingüísticos oficiales, y retorna a un realismo más accesible y referencial, influenciado por los medios masivos de comunicación como el cine, la televisión y la música.

### McOndo y la Generación del crack
McOndo es una corriente literaria de Hispanoamérica surgido en la década de los noventa como reacción contra el realismo mágico, que dominaba la recepción europea de la literatura de Iberoamérica desde 1960. Se caracteriza por describir escenarios realistas, prefiriendo ambientes urbanos con referencias a la cultura pop y a la vida cotidiana de la Iberoamérica de fines del siglo XX. Para los McOndistas la identidad hispanoamericana era individual, urbana, expresada a través de la influencia global de los mass media, de un lenguaje local y de una narrativa fragmentada. Y por el contrario, para los escritores de la Generación del crack, esta identidad literaria ha de apoyarse en el riesgo estético y formal –más en sincronía con el boom, en el abono de la alta cultura, el uso de la ironía, y el relato histórico. Ambas reniegan de la mágica que simbolizan los autores del boom. Los McOndistas son: Alberto Fuguet (Mala Onda), Edmundo Paz Soldán (Iris), Jorge Franco, Giannina Braschi (Yo-Yo Boing!) y Sergio Gómez(McOndo). Los autores del crack son Ignacio Padilla, Jorge Volpi, y Eloy Urroz.  Sus obras se tratan abiertamente temas considerados tabú en Iberoamérica: promiscuidad sexual de ambos géneros, homosexualidad, drogadicción y prostitución.

### Literatura épica

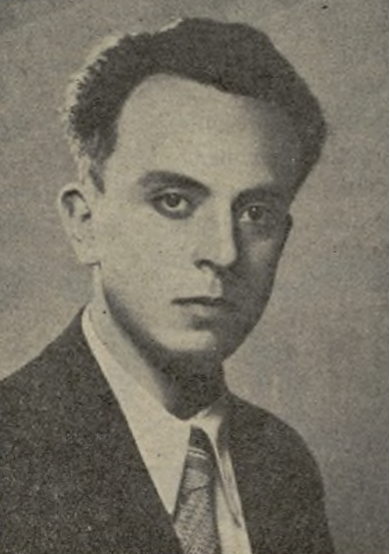
José Rumazo González

Tras la independencia hispanoamericana, hubo varios intentos de poesía con temas épicos, aunque con diferentes destinos y características. La "Victoria de Junín: Canto a Bolívar" de Olmedo, si bien celebra un hecho trascendental de la independencia y exalta a Bolívar, se considera un poema lírico y no épico. Tiempo después de publicaría "La Colombiada" de Trigo y Gálvez, aunque concebida como una épica para honrar a Colón, no logró gran reconocimiento. También sería importante el Martín Fierro de José Hernández, dividido en el primer poema titulado "El Gaucho Martín Fierro" compuesto de 2316 versos distribuidos en 13 cantos y "La Vuelta de Martín Fierro", publicado en 1879, compuesto de 4894 versos distribuidos en 33 cantos. Por su parte, "Tabaré" de Zorrilla de San Martín se define como un poema épico-lírico, narrando un idilio trágico en el contexto de la conquista. De igual manera, obra de Pablo Neruda, "Canto general", sigue la estructura de los poemas épicos al abordar la historia de Latinoamérica, ha sido calificada de poesía épico lírica. El mismo autor lo concibió como un «proyecto poético monumental» que aborda la historia de América Latina siguiendo los antiguos cantos épicos. Consta de quince secciones, 231 poemas y más de quince mil versos. Por último, destaca, "Parusía" de José Rumazo González como el ejemplo de poesía épica hispanoamericana. Escrito en un total de siete tomos y 240,000 versos dedicados a la exploración de la escatología bíblica. La obra sería publicada en 1985 y sería dedicada al Papa Juan Pablo II durante su visita a Ecuador. A esto le sigue la escritora Giannina Braschi cuya obra fusiona poesía, filosofía y crítica política, explorando la identidad latina y el colonialismo en EE. UU. Sus principales obras épicas incluyen "El imperio de los sueños" (1988), un poemario experimental en prosa poética y "Estados Unidos de Banana " (2011), una sátira teatral poética con extensos diálogos.

### Literatura infantil
La literatura infantil en Hispanoamérica surgió de diversas fuentes, incluyendo la tradición oral precolombina de mitos y leyendas. Como precursores se encuentran José Martí, Rafael Pombo, Horacio Quiroga y Gabriela Mistral que comenzaron a crear obras específicamente para niños. Sin embargo el auge de esta literatura se llevó a cabo en la segunda mitad del siglo XX. Entre los exponentes destacados se encuentran la Edna Iturralde, María Elena Walsh, Marcela Paz, Francisco Hinojosa, María Fernanda Heredia, entre otros.

## SigloXXI
La hibridez y la ironía postmoderna, el sincretismo, la parodia, y un sentido de lo efímero son los rasgos definitorios de la literatura hispanoamericana del siglo XXI. Algunos escritores destacables que publican en el siglo XXI son: Daniel Alarcón (El rey siempre está por encima del pueblo), Roberto Bolaño (Los detectives salvajes), Giannina Braschi (Estados Unidos de Banana), Mónica Ojeda (Nefando), Carmen Boullosa (Mejor desaparece), Isabel Allende (El cuaderno de Maya), Elena Poniatowska (Leonora), y Diamela Eltit.

## Lista de Premios Nobel
Hasta la fecha se ha concedido el premio Nobel de Literatura a los siguientes escritores hispanoamericanos:
- 1945: Gabriela Mistral (Chile)- Primera mujer y escritor latinoamericana en ganar un premio Nobel de Literatura
- 1967: Miguel Ángel Asturias (Guatemala) - Premio Nobel otorgado por “sus logros literarios vivos, fuertemente arraigados en los rasgos nacionales y las tradiciones de los pueblos indígenas de América Latina”
- 1971: Pablo Neruda (Chile)- Entre sus obras más estudiadas por la crítica están “Residencia en la tierra” y “Canto General”
- 1982: Gabriel García Márquez (Colombia)- Premiado por “sus  novelas e historias cortas, en las que lo fantástico y lo real se combinan en un mundo ricamente compuesto de imaginación, lo que refleja la vida y los conflictos de un continente”.
- 1990: Octavio Paz (México)- Premiado por “una apasionada escritura con amplios horizontes, caracterizada por la inteligencia sensorial y la integridad humanística”.
- 2010: Mario Vargas Llosa (Perú)- Reconocido por “su cartografía de las estructuras de poder y sus imágenes mordaces de la resistencia del individuo, la rebelión y la derrota”.

## Grupos y movimientos

### Grupos literarios
- Los Contemporáneos: Se caracterizaron por su preocupación exclusivamente literaria y los límites que impusieron en su formación cultural.[93]
- Grupo de Guayaquil: Movimiento que renovó la narrativa reaccionando contra el romanticismo y costumbrismo.[37]
- Generación del 37: Grupo originaria de Argentina,  que buscaban la liberación intelectual.[94]
- Grupo Boedo y Grupo Florida: Ambos de Argentina, el Grupo Boedo se caracterizó por sus ideas de izquierda, temática social y deseo de vincularse con sectores populares. Mientras que el Grupo Florida se caracterizó por apoyar al surrealismo y la búsqueda de innovación.[95]
- Grupo Chaicura: Escuela de poesía contemporánea,  donde se publicaban revistas de poesía exclusiva.[96]
- Grupo Paitanás: Movimiento chileno, donde participaron diversos escritores de la ciudad de Vallenar.[97]
- El Techo de la Ballena: Grupo artístico-literario inscrito en las vanguardias venezolanas de los años sesenta.

### Escuelas y géneros literarios
- Creacionismo: Promovido fundamentalmente por el poeta chileno Vicente Huidobro, Juan Larrea y Gerardo Diego.[98]
- Estridentismo: Inició en México, fue la renovación más drástica y escandalosa de la poesía y la literatura mexicana[99]
- Ultraísmo: promovida en América por Jorge Luis Borges, Guillermo de Torre, Oliverio Girondo.[100]
- Micrograma: género literario promovido por Jorge Carrera Andrade.[101]
- Teatro experimental: incluye el teatro breve, cultivado por Leñero, el teatro surrealista de Escudero y Asturias[102]
- Nadaísmo: propuesto por Gonzalo Arango, Jaime Jaramillo Escobar, Eduardo Escobar, Jotamario Arbeláez y Fanny Buitrago.[103]